# Overkill-diszkográfia
Az Overkill amerikai thrash metal együttes diszkográfiája tizennyolc stúdióalbumot, két koncertalbumot, három válogatást, három középlemezt és két koncertfilmet sorol fel. Az együttes 1983-ban rögzítette első stúdiófelvételét a Power in Black demó formájában. Első nagylemezük 1985-ben jelent meg a Megaforce kiadónál. Második albumukat már az Atlantic Records forgalmazta az egész világon. Ez az együttműködés egészen 1994-ig tartott. 1995-től különböző független lemezkiadók jelentetik meg a 2-3 évente rendszeresen elkészülő új stúdióalbumokat mind a mai napig.

## Stúdióalbumok
| Év   | Album                          | Információ                                                                                       | Legjobb listás helyezések | Legjobb listás helyezések | Legjobb listás helyezések        | Legjobb listás helyezések | Legjobb listás helyezések      |
| Év   | Album                          | Információ                                                                                       | Billboard 200             | Billboard Top Heatseekers | Billboard Top Independent Albums | Billboard Top Rock Albums | Billboard Top Hard Rock Albums |
| ---- | ------------------------------ | ------------------------------------------------------------------------------------------------ | ------------------------- | ------------------------- | -------------------------------- | ------------------------- | ------------------------------ |
| 1985 | Feel the Fire                  | - Megjelent: 1985. április 15. - Kiadó: Megaforce - Formátum: LP, MC                             | —                         | —                         | —                                | —                         | —                              |
| 1987 | Taking Over                    | - Megjelent: 1987. március - Kiadó: Megaforce/Atlantic - Formátum: LP, MC                        | 191                       | —                         | —                                | —                         | —                              |
| 1988 | Under the Influence            | - Megjelent: 1988. július 5. - Kiadó: Megaforce/Atlantic - Formátum: LP, MC                      | 142                       | —                         | —                                | —                         | —                              |
| 1989 | The Years of Decay             | - Megjelent: 1989. október 13. - Kiadó: Megaforce/Atlantic - Formátum: LP, MC                    | 155                       | —                         | —                                | —                         | —                              |
| 1991 | Horrorscope                    | - Megjelent: 1991. szeptember 3. - Kiadó: Megaforce/Atlantic - Formátum: CD, LP, MC              | —                         | 29                        | —                                | —                         | —                              |
| 1993 | I Hear Black                   | - Megjelent: 1993. március 9. - Kiadó: Atlantic - Formátum: CD, LP, MC                           | 122                       | 3                         | —                                | —                         | —                              |
| 1994 | W.F.O.                         | - Megjelent: 1994. július 15. - Kiadó: Atlantic - Formátum: CD, LP, MC                           | —                         | 9                         | —                                | —                         | —                              |
| 1996 | The Killing Kind               | - Megjelent: 1996. március 5. - Kiadó: CMC (USA) Concrete/Edel (EU) - Formátum: CD, LP, MC       | —                         | —                         | —                                | —                         | —                              |
| 1997 | From the Underground and Below | - Megjelent: 1997. szeptember 30. - Kiadó: CMC (USA) Steamhammer/SPV (EU) - Formátum: CD, MC     | —                         | 34                        | —                                | —                         | —                              |
| 1999 | Necroshine                     | - Megjelent: 1999. február 23. - Kiadó: CMC (USA) Steamhammer/SPV (EU) - Formátum: CD            | —                         | 37                        | —                                | —                         | —                              |
| 2000 | Bloodletting                   | - Megjelent: 2000. október 24. - Kiadó: Metal-Is (USA) Steamhammer/SPV (EU) - Formátum: CD       | —                         | 77                        | —                                | —                         | —                              |
| 2003 | Killbox 13                     | - Megjelent: 2003. március 25. - Kiadó: Spitfire - Formátum: CD                                  | —                         | —                         | 31                               | —                         | —                              |
| 2005 | ReliXIV                        | - Megjelent: 2005. március 22. - Kiadó: Spitfire (USA), Regain (EU) - Formátum: CD               | —                         | —                         | —                                | —                         | —                              |
| 2007 | Immortalis                     | - Megjelent: 2007. október 9. - Kiadó: Bodog Music - Formátum: CD, CD+DVD, LP                    | —                         | 9                         | 33                               | —                         | —                              |
| 2010 | Ironbound                      | - Megjelent: 2010. január 29. - Kiadó: E1 Music (USA), Nuclear Blast (EU) - Formátum: CD, LP     | 192                       | 4                         | 24                               | —                         | 20                             |
| 2012 | The Electric Age               | - Megjelent: 2012. március 30. - Kiadó: E1 Music (USA), Nuclear Blast (EU) - Formátum: CD, LP    | 77                        | —                         | 13                               | 22                        | 7                              |
| 2014 | White Devil Armory             | - Megjelent: 2014. július 18. - Kiadó: E1 Music (USA), Nuclear Blast (EU) - Formátum: CD, LP, MC | 31                        | —                         | 5                                | 10                        | 3                              |
| 2017 | The Grinding Wheel             | - Megjelent: 2017. február 10. - Kiadó: Nuclear Blast - Formátum: CD, LP, MC                     | 69                        | —                         | 4                                | 11                        | 2                              |
| 2019 | The Wings of War               | - Megjelent: 2019. február 22. - Kiadó: Nuclear Blast - Formátum: CD, LP, MC                     | 158                       | —                         | 3                                | 28                        | 9                              |
| 2023 | Scorched                       | - Megjelent: 2023. április 14. - Kiadó: Nuclear Blast - Formátum: CD                             | —                         | —                         | —                                | —                         | —                              |

## Középlemezek
| Év   | Album          | Információ |
| ---- | -------------- | --- |
| 1985 | Overkill (EP)  | - Megjelent: 1985. november - Kiadó: Metal Storm - Formátum: 12" EP                                                                                  |
| 1987 | !!!Fuck You!!! | - Megjelent: 1987. - Koncertfelvétel: 1987. június 3. (The Phantasy Theatre, Cleveland, Ohio) - Kiadó: Megaforce/Atlantic - Formátum: 12" EP         |
| 2013 | Live from OZ   | - Megjelent: 2013. április 19. - Koncertfelvétel: 2010. szeptember 25. (The Metro, Sidney, Ausztrália) - Kiadó: Nuclear Blast - Formátum: 10" EP, CD |

## Koncertalbumok
| Év   | Album               | Információ |
| ---- | ------------------- | --- |
| 1995 | Wrecking Your Neck  | - Megjelent: 1995. április - Koncertfelvétel: 1995. január 28. (Agora Theater, Cleveland, Ohio) - Kiadó: CMC (USA) Steamhammer/SPV (EU) - Formátum: 2CD, 2LP |
| 2002 | Wrecking Everything | - Megjelent: 2002. június 18. - Koncertfelvétel: 2002. március 23. (The Paramount, Asbury Park, New Jersey) - Kiadó: Spitfire - Formátum: CD                 |
| 2018 | Live in Overhausen  | - Megjelent: 2018. május 18. - Koncertfelvétel: 2016. április 16. (Turbinenhalle 2, Oberhausen, Németország) - Kiadó: Nuclear Blast - Formátum: 2CD, 2LP     |

## Tribute-albumok
| Év   | Album     | Információ                                                                                |
| ---- | --------- | ----------------------------------------------------------------------------------------- |
| 1999 | Coverkill | - Megjelent: 1999. október 26. - Kiadó: CMC (USA) Steamhammer/SPV (EU) - Formátum: CD, MC |

## Válogatások
| Év   | Album                        | Információ |
| ---- | ---------------------------- | --- |
| 1996 | !!!Fuck You!!! and Then Some | - Megjelent: 1996. október 22. - Kiadó: Megaforce/Atlantic - Tartalom: !!!Fuck You!!! (EP, 1987), Overkill (EP, 1984), plusz 2 koncertfelvétel - Formátum: CD |
| 2002 | Then and Now: Overkill       | - Megjelent: 2002. október 8. (csak USA) - Kiadó: Sanctuary - Tartalom: Best of 1995-2000 - Formátum: CD                                                      |
| 2002 | Hello from the Gutter        | - Megjelent: 2002. (csak EU) - Kiadó: Steamhammer/SPV - Tartalom: Best of 1985-2000 - Formátum: 2CD                                                           |

## Box-Set
| Év   | Album       | Információ |
| ---- | ----------- | --- |
| 2015 | HistoriKill | - Megjelent: 2015. október 16. - Kiadó: Nuclear Blast - Tartalom: 1995 és 2007 között kiadott albumok, plusz bónusz CD ritkaságokkal 1. Wrecking Your Neck (Live) CD1 2. Wrecking Your Neck (Live) CD2 3. The Killing Kind 4. From the Underground and Below 5. Necroshine 6. Coverkill (feldolgozásalbum) 7. Bloodletting 8. Hello from the Gutter (The Best of Overkill) 9. Wrecking Everything (Live) 10. Killbox 13 11. ReliXIV 12. Immortalis 13. Bonus Disc - Formátum: 13 CD |

## Videók
| Év   | Album                                           | Információ |
| ---- | ----------------------------------------------- | --- |
| 2002 | Wrecking Everything – An Evening in Asbury Park | - Megjelent: 2002. szeptember 24. - Kiadó: Spitfire/Eagle Vision - Tartalom: A 2002. március 23.-i koncert felvétele, Overkill dokumentumfilm - Formátum: 2DVD |
| 2008 | Live at Wacken Open Air 2007                    | - Megjelent: 2008. február 5. - Kiadó: Bodog Music - Tartalom: A 2007. augusztus 6.-i koncert felvétele - Formátum: DVD                                        |
| 2018 | Live in Overhausen                              | - Megjelent: 2018. május 18. - Kiadó: Nuclear Blast - Tartalom: A 2016. április 16.-i koncert felvétele - Formátum: DVD, Blu-Ray                               |

## Közreműködések

### Válogatásalbumok
| Év   | Album                                                      | Információ                                                                               |
| ---- | ---------------------------------------------------------- | ---------------------------------------------------------------------------------------- |
| 1984 | Metal Massacre V.                                          | - Dalok: Death Rider - Kiadó: Metal Blade - Formátum: LP, MC                             |
| 1984 | New York Metal ’84                                         | - Dalok: Feel the Fire - Kiadó: Rockcity Records - Formátum: LP                          |
| 1985 | From the Megavault                                         | - Dalok: Sonic Reducer - Kiadó: Megaforce - Formátum: MC                                 |
| 1987 | Power Chords – Volume 1                                    | - Dalok: Wrecking Crew - Kiadó: Megaforce/Atlantic - Formátum: LP, MC                    |
| 1996 | A Tribute to Judas Priest – Legends of Metal Vol. II       | - Dalok: Tyrant - Kiadó: Century Media - Formátum: CD, LP                                |
| 1999 | Best of Wacken Open Air (Live)                             | - Dalok: Black Line - Kiadó: SPV - Formátum: 2CD                                         |
| 2001 | Twisted Forever: A Tribute to the Legendary Twisted Sister | - Dalok: Under the Blade - Kiadó: Koch Records - Formátum: CD, 2LP                       |
| 2001 | Wacken Rocks (Live)                                        | - Dalok: Overkill - Kiadó: Steamhammer/SPV - Formátum: 2CD                               |
| 2008 | Gigantour 2 (Live)                                         | - Dalok: Thanks for Nothing, Long Time Dyin’ - Kiadó: Image Entertainment - Formátum: CD |
| 2013 | Rock Hard Festival Archives – Best of 2007-2012 (Live)     | - Dalok: Hello from the Gutter - Kiadó: Rock Hard - Formátum: CD                         |
| 2017 | 30 Years of Nuclear Blast                                  | - Dalok: Ironbound - Kiadó: Nuclear Blast - Formátum: 4CD+DVD                            |

### Videók
| Év   | Album                                          | Információ |
| ---- | ---------------------------------------------- | --- |
| 1986 | US Speed Metal Attack                          | - Tartalom: Anthrax/Overkill/Agent Steel koncert felvétele. Bochum, Németország, 1986. május 12. - Dalok: Rotten to the Core, Second Son, Hammerhead, Overkill - Kiadó: Metal Hammer - Formátum: VHS |
| 1990 | Hard N' Heavy Special                          | - Tartalom: Interjú - Kiadó: Virgin Music Video - Formátum: VHS |
| 2006 | Best of Bang Your Head!!! Festival (2001–2005) | - Tartalom: Bang Your Head!!! fesztivál, Németország. - Dalok: Necroshine (2003) - Kiadó: e-m-s - Formátum: 2DVD                                                                                     |
| 2006 | Armageddon Over Wacken – Live 2005             | - Tartalom: Wacken Open Air fesztivál, Wacken, Németország. - Dalok: In Union We Stand (interjúval), Old School - Kiadó: Armageddom Music - Formátum: 2DVD                                           |
| 2008 | Live at Wacken 2007                            | - Tartalom: Wacken Open Air fesztivál, Wacken, Németország. - Dalok: Wrecking Crew, Elimination, Fuck You - Kiadó: Wacken Records - Formátum: 3DVD                                                   |
| 2008 | Gigantour 2                                    | - Tartalom: 2006-os Gigantour fesztiválturné, USA - Dalok: Necroshine, Rotten to the Core - Kiadó: Image Entertainment - Formátum: DVD                                                               |
| 2010 | Live at Wacken 2010                            | - Tartalom: Wacken Open Air fesztivál, Wacken, Németország. - Dalok: The Green and Black - Kiadó: ICS Festival Service - Formátum: Blu-ray                                                           |
| 2013 | Live at Wacken 2012                            | - Tartalom: Wacken Open Air fesztivál, Wacken, Németország. - Dalok: Electric Rattlesnake, Ironbound, Rotten to the Core - Kiadó: UDR - Formátum: 3DVD                                               |